# Jansen (piłkarz)
Jansen José Moreira (ur. 10 lipca 1927 w Rio de Janeiro, zm. 9 lipca 2010 w Porciúnculi) – piłkarz brazylijski, występujący na pozycji napastnika.

## Kariera piłkarska
Karierę piłkarską Jansen rozpoczął w klubie CR Vasco da Gama w 1946 roku. Z Vasco da Gama czterokrotnie zdobył mistrzostwo stanu Rio de Janeiro – Campeonato Carioca w 1947, 1949, 1950 i 1952 roku. W latach 1954–1955 grał w Ponte Preta Campinas. W latach 1955–1956 występował w Corinthians São Paulo.
W 1952 Jansen uczestniczył w Igrzyskach Olimpijskich w Helsinkach. Na turnieju Jansen wystąpił we wszystkich trzech meczach reprezentacji Brazylii z Holandią (bramka w 81 min.) i Luksemburgiem oraz RFN w ćwierćfinale.